# Азери (посёлок)
А́зери (эст. Aseri) — посёлок в волости Виру-Нигула уезда Ляэне-Вирумаа, Эстония.
До административной реформы местных самоуправлений Эстонии 2017 года входил в состав волости Азери (упразднена) и был её административным центром.

## География и описание
Посёлок Азери расположен на побережье Финского залива в устье ручья Мерикюла. Расстояние до уездного центра — города Раквере — около 30 километров, до волостного центра — посёлка Виру-Нигула — 10 километров. Высота над уровнем моря — 34 метра.
На территории посёлка находится заливное озеро Азери и водопад Азери. По населённому пункту также получили свои названия тектонический разлом Азери и геологический ярус ордовикского периода Азери.
Климат умеренный. Официальный язык — эстонский. Почтовый индекс — 43401.

## Население
По данным переписи населения 2021 года, в Азери насчитывалось 1142 жителя, из них 389 (34,1 %) — эстонцы.
По данным переписи населения 2011 года, в посёлке проживали 1489 человек, из них 506 (35,2 %) — эстонцы.
Численность населения посёлка Азери по данным Департамента статистики:
| Год  | 2000 | 2011   | 2017   | 2018   | 2019   | 2020   | 2021   |
| ---- | ---- | ------ | ------ | ------ | ------ | ------ | ------ |
| Чел. | 2042 | ↘ 1489 | ↘ 1210 | ↘ 1182 | ↘ 1136 | ↘ 1108 | ↗ 1142 |

## История
В XIII веке земли Азери принадлежали вассальному семейству Ассериен (Asserien, также Asseryen). Считается, что от их имени свои названия получили впервые упомянутая в 1367 году мыза (Asserien, побочная мыза рыцарской мызы Коогу) и впервые упомянутая в 1534 году деревня (Aszeryn), которая в те времена принадлежала мызе Педдес (Кальви) (обе в настоящее время находятся в границах деревни Азериару).
Языковеды, однако, полагают, что могло быть и наоборот: название деревни дало имя роду, праотцом которого был Acerus (в родительном падеже Aceri). В 1796 году деревня была упомянута как Asseri .
На военно-топографических картах Российской империи (1846–1863 годы), в состав которой входила Эстляндская губерния, обозначен населённый пункт Азери, также указан цементный завод.
В 1922 году на территории нынешнего Азери (в бывшей деревне Мерикюла) был построен кирпичный завод, который работал только летом. Этот завод стал предшественником Азериского керамического завода.
В 1940 году рядом с кирпичным заводом был построен порт Азери и проведена железная дорога Сонда—Азери. Причал порта и железная дорога были разрушены летом 1944 года при отступлении немецко-фашистских войск.
В 1959 году был создан Азериский сельсовет, центром которого стало поселение Азери. В 1968 году в Азери была открыта средняя школа (с 2014 года она стала основной школой).
В 1974 году была открыта музыкальная школа, где в настоящее время есть возможность получить начальное музыкальное образование и дифференцированное музыкальное обучение.
В 1977 году, в период кампании по укрупнению деревень, с поселением Азери были объединены деревни Мерикюла (Meriküla, в 1433 году упомянута как Merikulle) и Уускюла (Uusküla, в  1922 году и в 1945 году упомянута как Aseri-Uusküla) — так образовался посёлок Азери. В 1978 году в посёлке был построен народный дом.
В 1999 году акционерное общество Kalotex начало строительство порта в Азери, намереваясь соорудить здесь один из современнейших нефтяных портов Прибалтики. Согласно первоначальным планам, порт должен был быть готов уже в 2001 году, однако этого не произошло даже к осени 2017 года.
После смены нескольких собственников с 2012 года развитием проекта занимается предприятие «Азери Садам» (OÜ Aseri Sadam). Передача недостроенного порта этой фирме и выдача ей условия на проектирование без утверждения новой детальной планировки вызвали вопросы о законности легализации долгостроя, и в июне 2019 года Министерство юстиции Эстонии начало проверку.
«Незаконченное надзорное производство оценивает легальность административных актов, касающихся строительства на территории порта Азери. Окончательное мнение формируется», — пояснила в те дни пресс-секретарь ведомства Кристин Раммус.
В 2006 году в Азери было завершено строительство современного кирпичного завода, который принадлежит концерну Wienerberger. Производственная мощность завода составляет более 50 миллионов кирпичей из синей глины кембрийского периода. С 2017 года численность работников завода постоянно уменьшалась, и, если в IV квартале 2016 года она составляла 106 человек, то в IV квартале 2024 года — всего 13 человек.

## Инфраструктура
В посёлке есть детский сад, основная школа, музыкальная школа, народный дом, библиотека с публичным интернет-пунктом, центр досуга, стадион, центр семейного врача, продовольственный магазин. Почтовое отделение было закрыто в начале 2019 года и его заменили посылочный автомат и открытый в библиотеке почтовый пункт. В посёлке есть центральное водоснабжение и канализация.
Данные о посёлке Азери по состоянию на 2015 год:
- зарегистрировано 31 паевое товарищество[эст.], 1 акционерное общество и 18 индивидуальных предпринимателей (предпринимателей—физических лиц);
- в школе обучается 119 учеников*, в детсаду — 48 детей; средняя численность работников школы — 31 человек, детсада — 11 человек;
- в школе работают кружки: детский хор, хор малышей, народный танец, ритмика, художественный, риторика (эстонский и русский языки), в них занимается 50 детей;
- специальности музыкальной школы: фортепиано, аккордеон, баян, гитара, блокфлейта, занимается 42 ученика;
- в народном доме — для детей: 2 кружка современного танца, занимается 25 человек;
- в народном доме — для взрослых: женский ансамбль «Neda», танцевальная группа бабушек «Eideratas», женский ансамбль «Русская душа», женский ансамбль «Hõbehall», кружок рукоделия, театральный кружок, Азериский оркестр;
- центр досуга: настольный теннис, футбол, баскетбол, волейбол, аэробика, всего занимается 79 детей[14].

* В 2002/2003 учебном году в Азериской школе насчитывалось 267 учеников.
В народном доме находится «историческая комната», знакомящая с историей волости Азери. Она действует с 1996 года и была создана на базе материалов, сохранившихся от Азериского керамического завода.
Поселковый центр досуга был реновирован в 2011 году. Реновация финансировалась из структурных фондов ЕС по программе развития местных общественных услуг «KOIT kava 2009-2012».
10 октября 2018 года Азериский народный дом был объединён с Кундаским городским клубом и Виру-Нигуласким народным домом под новым названием Культурный центр Виру-Нигула.
7 сентября 2020 года Азериская музыкальная школа была объединена с Кундаской музыкальной школой под новым названием Музыкальная школа волости Виру-Нигула.

## Галерея
- Посёлок Азери
- Здание основной школы и музыкальной школы
- Народный дом
- Центр досуга
- Водопад Азери

## Исторические фотокадры
- Азери: исторические фотокадры Архивная копия от 11 декабря 2019 на Wayback Machine